# KStars
KStars — виртуальный планетарий, входящий в пакет образовательных программ KDE Education Project. Распространяется согласно GNU General Public License.
KStars показывает ночное небо из любой точки нашей планеты. Можно наблюдать звёздное небо не только в реальном времени, но и каким оно было или будет, указав желаемую дату и время. Программа отображает 130 000 звёзд, 8 планет Солнечной системы, Солнце, Луну, тысячи астероидов и комет.

## Возможности программы
- Информация о названиях звёзд, созвездий, планет и их спутников.
- Информационная справка о каждом отображаемом небесном теле.
- Возможность ведения дневников наблюдения.
- Управление подключаемым к компьютеру телескопом.
- Звёздный калькулятор для научных расчётов.
- Генератор световых кривых AAVSO.
- Построитель скриптов.